# Campeonato da NACAC de Corta-Mato de 2012
O Campeonato da NACAC de Corta-Mato de 2012 foi a 8ª edição da competição organizada pela NACAC no dia 17 de março de 2012. Teve como sede a cidade de Port of Spain em Trinidad e Tobago, sendo disputadas 4 categorias entre sênior e júnior. Contou com a presença de 108 + 1 atletas convidados de 12 nacionalidades, tendo como destaque os Estados Unidos com 13 medalhas no total, sendo 7 de ouro. 

## Medalhistas
Esses foram os resultados do campeonato. 
| Evento                         | Ouro                           | Ouro     | Prata                               | Prata    | Bronze                         | Bronze   |
| ------------------------------ | ------------------------------ | -------- | ----------------------------------- | -------- | ------------------------------ | -------- |
| Sênior masculino 8 km          | Cameron Levins · Canadá        | 24:04.13 | Christopher Landry · Estados Unidos | 24:10.61 | Elliot Krause · Estados Unidos | 24:20.05 |
| Sênior feminino 6 km           | Liz Costello · Estados Unidos  | 20:26.52 | Tonya Nero · Trinidad e Tobago      | 20:32.42 | Laura Thweatt · Estados Unidos | 20:33.62 |
| Júnior masculino (Sub-20) 6 km | Jace Lowry · Estados Unidos    | 18:50.85 | Adam Braun · Estados Unidos         | 18:54.02 | Benjamin Flanagan · Canadá     | 18:56.92 |
| Júnior feminino (Sub-20) 4 km  | Shannon Osika · Estados Unidos | 13:40.40 | Gabrielle Anzalone · Estados Unidos | 13:47.50 | Macy Bricks · Estados Unidos   | 13:59.54 |
| Equipe                         |                                |          |                                     |          |                                |          |
| Sênior masculino               | Estados Unidos                 | 14       | Canadá                              | 23       | Jamaica                        | 72       |
| Sênior feminino                | Estados Unidos                 | 14       | Trinidad e Tobago                   | 35       |                                |          |
| Júnior masculino (Sub-20)      | Estados Unidos                 | 12       | Canadá                              | 29       | Porto Rico                     | 68       |
| Júnior feminino (Sub-20)       | Estados Unidos                 | 10       | Canadá                              | 39       | México                         | 48       |

## Quadro de medalhas
| Ordem | País              | Medalha de ouro | Medalha de prata | Medalha de bronze | Total |
| ----- | ----------------- | --------------- | ---------------- | ----------------- | ----- |
| 1     | Estados Unidos    | 7               | 3                | 3                 | 13    |
| 2     | Canadá            | 1               | 3                | 1                 | 5     |
| 3     | Trinidad e Tobago | 0               | 2                | 0                 | 2     |
| 4     | Jamaica           | 0               | 0                | 1                 | 1     |
| 4     | México            | 0               | 0                | 1                 | 1     |
| 4     | Porto Rico        | 0               | 0                | 1                 | 1     |
| Total | Total             | 8               | 8                | 7                 | 23    |

## Participação
De acordo com uma contagem não oficial, participaram 108 atletas (+ 1 convidado) de 12 nacionalidades.
| - Bahamas (2) - Bermudas (3) - Canadá (18) - Costa Rica (1) | - República Dominicana (2) - Granada (2) - Guatemala (6) - Jamaica (15) | - México (9) - Porto Rico (12) - Trinidad e Tobago (18 + 1 convidado) - Estados Unidos (20) |